# 니시사카와역
니시사카와역(일본어: 西佐川駅、にしさかわえき)은 일본 고치현 다카오카군 사카와정에 위치한 시코쿠 여객철도 도산 선의 철도역이다. 역 번호는 K12이며, 2면 3선의 복합 승강장 구조를 갖춘 지상역이다.

## 역구조

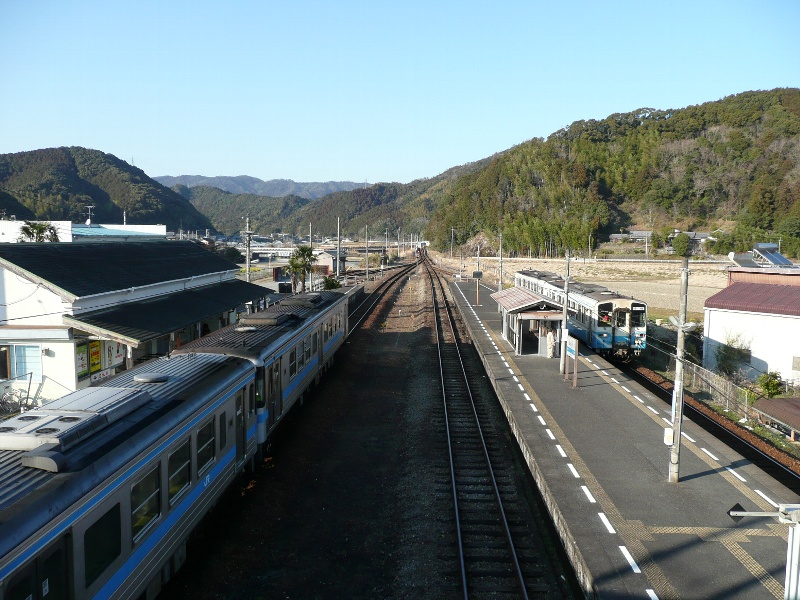
플랫폼

2면3선의 지상역.

## 역주변
- 국도 제33호선

## 역사
- 1924년 3월 30일 : 개업.
- 1987년 4월 1일 : 일본국유철도 분할 민영화에 의해, 시코쿠 여객철도가 승계.
- 2010년 9월 1일 : 무인화.

## 인접 역
| 시코쿠 여객철도 도산 선          | 시코쿠 여객철도 도산 선 | 시코쿠 여객철도 도산 선   |
| -------------------------------- | ----------------------- | ------------------------- |
| K 11 도사카모 다도쓰 · 고치 방면 | 도산 선                 | 사카와 K 13 구보카와 방면 |